# Trigonosciadium
Trigonosciadium es un género de plantas de la familia de las apiáceas. Comprende 3 especies descritas

## Taxonomía
El género fue descrito por Pierre Edmond Boissier y publicado en Annales des Sciences Naturelles; Botanique, sér. 3 1: 344. 1844. La especie tipo es: Trigonosciadium tuberosum Boiss.	

## Especies
A continuación se brinda un listado de las especies del género Trigonosciadium descritas hasta julio de 2013, ordenadas alfabéticamente. Para cada una se indica el nombre binomial seguido del autor, abreviado según las convenciones y usos.
- Trigonosciadium brachytaenium (Boiss.) Alava
- Trigonosciadium intermedium Freyn & Sint.
- Trigonosciadium komarovii (Manden.) Tamamsch.
- Trigonosciadium lasiocarpum (Boiss.) Alava
- Trigonosciadium tuberosum Boiss.
- Trigonosciadium viscidulum Boiss. & Hausskn.